# Monte Pelmo
Der Monte Pelmo (zoldanisch Sas de Pélf) gehört mit einer Höhe von 3168 m s.l.m. zu den höchsten Gipfeln der Dolomiten. Er ist zusammen mit dem Monte Rite und anderen Gipfeln einer jener Berge, die das Val di Zoldo vom Valle del Boite und dem Val Fiorentina trennen.

## Erstbesteigung
Er wurde erstmals am 19. September 1857 durch den irischen Alpenpionier Sir John Ball bezwungen. Er brach mit einem Gämsjäger vom Boitetal gegen den Monte Pelmo auf. Über das heute nach Ball benannte lange Felsband, dessen Durchquerung der Gämsjäger verweigerte, gelangte Ball in das große Kar, durch das er über den kleinen Pelmogletscher bis unter den Gipfelaufbau anstieg. Der Monte Pelmo ist der erste große Dolomitengipfel, den Menschen erreichten.

## Routen
Der Monte Pelmo gilt als einer der großen Felsdome in den Dolomiten, ein Berg von gewaltigen Ausmaßen. Er bildet einen fast geschlossenen Block, von welcher Seite man ihn auch betrachten mag.
So finden sich nur wenige Möglichkeiten zur Besteigung. Der bekannteste (und einfachste) Anstieg führt über die Südostflanke. Die Route der Erstbesteiger bietet auch heute noch eine lohnende, aber lange und anstrengende Bergtour im zweiten Schwierigkeitsgrad. Probleme finden sich am oben bereits genannten, ausgesetzten Ballband. Kletterkönnen und Trittsicherheit sind nötig. Die Besteigung des Monte Pelmo sollte außerdem bei sicherem Wetter und Schneefreiheit durchgeführt werden.
Eine weitere lohnende Aufstiegsvariante vergleichbarer Schwierigkeit geht durch die Fissura (den schuttgefüllten Riss zwischen Hauptgipfel und Pelmetto) und über das Grohmannband zum oben erwähnten Kar.
Eine lohnende Bergwanderung umrundet den Monte Pelmo vom Rifugio Città di Fiume über die Forcella Val d’Arcia zum Rifugio Venezia und wieder zurück zum Ausgangspunkt (ca. 6–7 Stunden).

## Sonstiges
Der Pelmogletscher existiert seit vielen Jahren schon nicht mehr.
Vor einigen Jahren wurden auf einem ausgebrochenen Felsblock am Bergfuß Fußspuren von kleinen Dinosauriern gefunden (Hinweistafel „Orme di Dinosauri“).
Dieser Berg hat eine Sesselform, weshalb er im Volksmund „Gottes Sessel“ genannt wird.

## Weitere Fotos

Historisches Luftbild von Werner Friedli (1957)
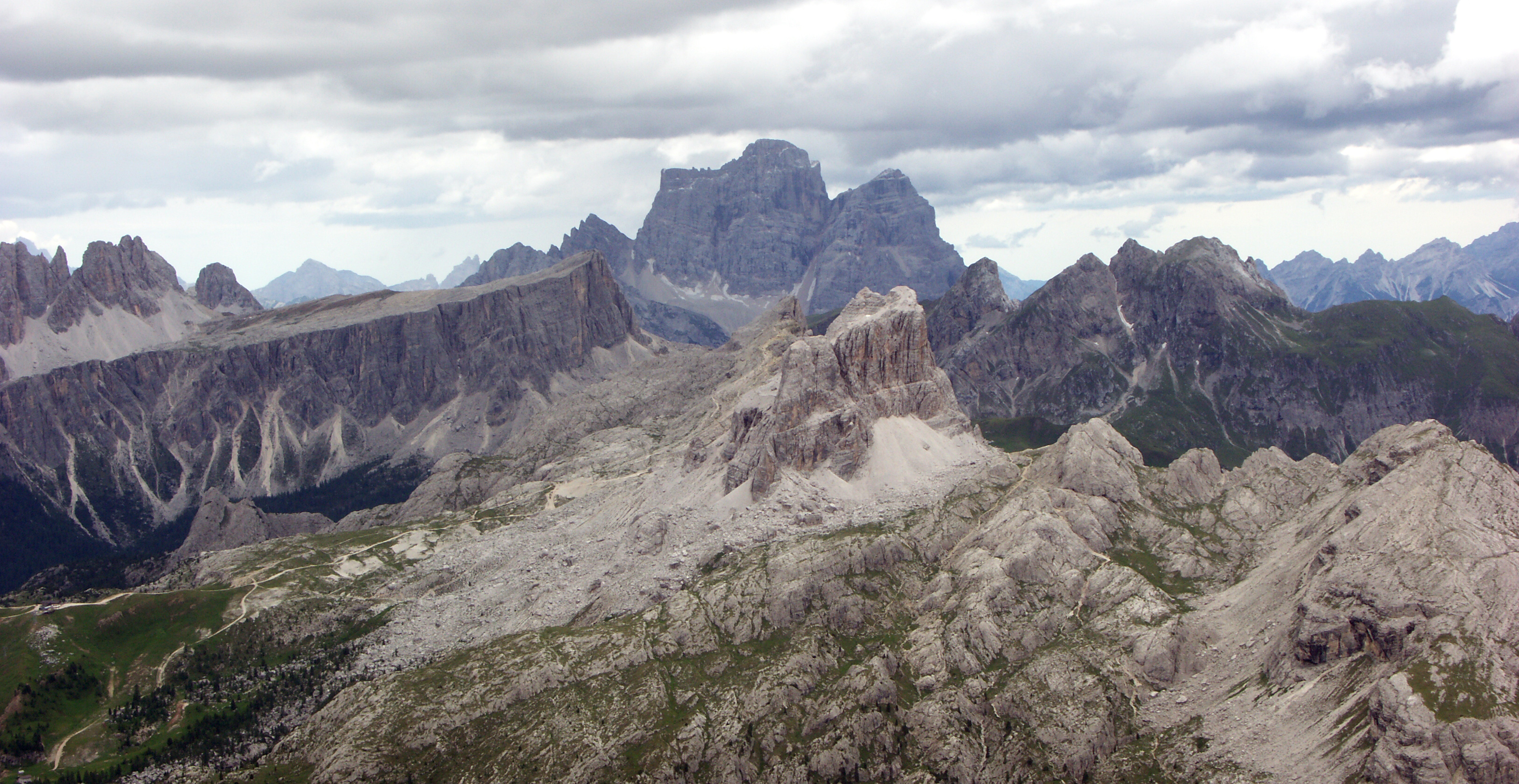
Monte Pelmo (Bildmitte) vom Kleinen Lagazuoi (Lagazuoi piccolo) aus gesehen
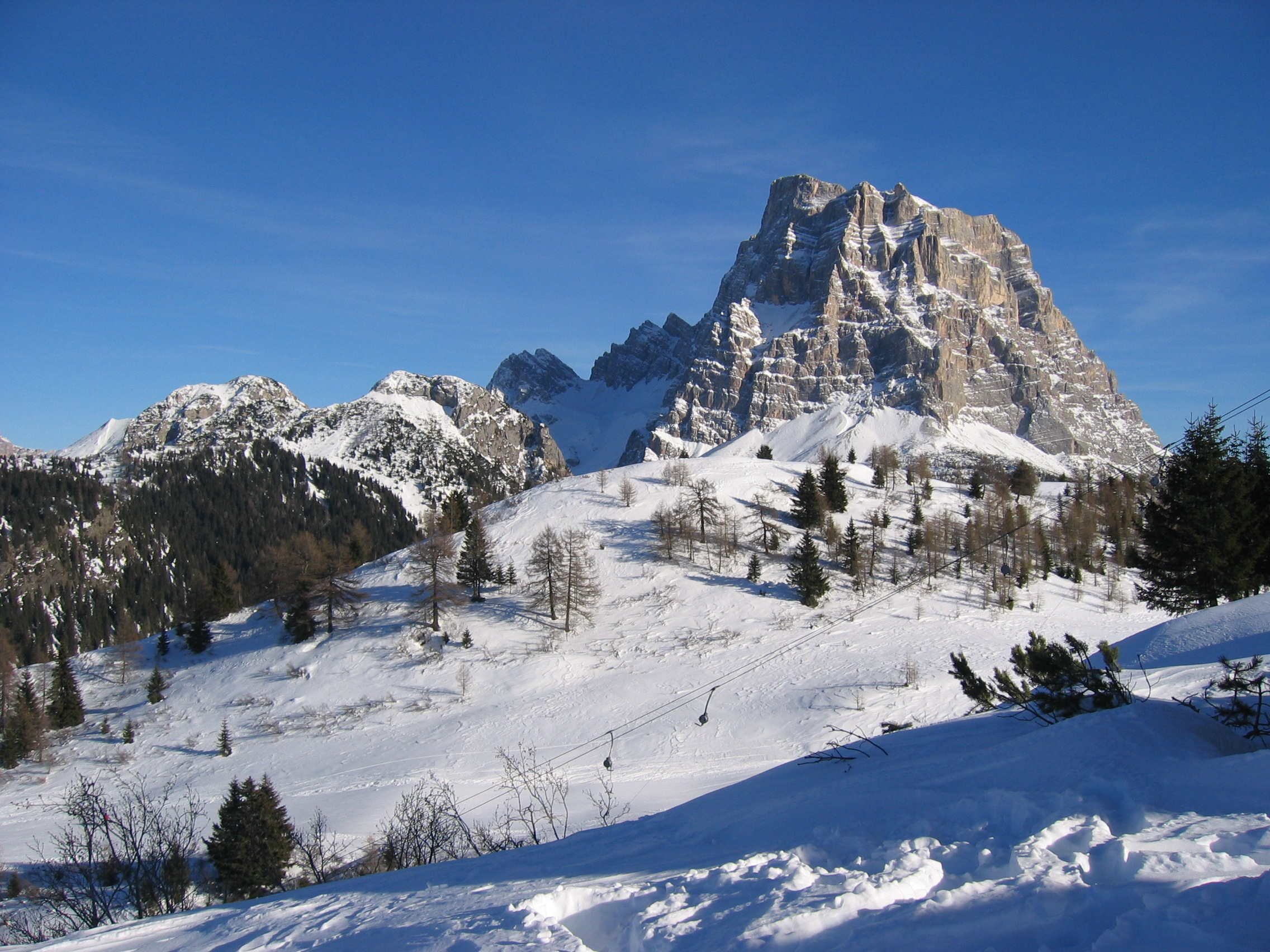
Monte Pelmo im Winter
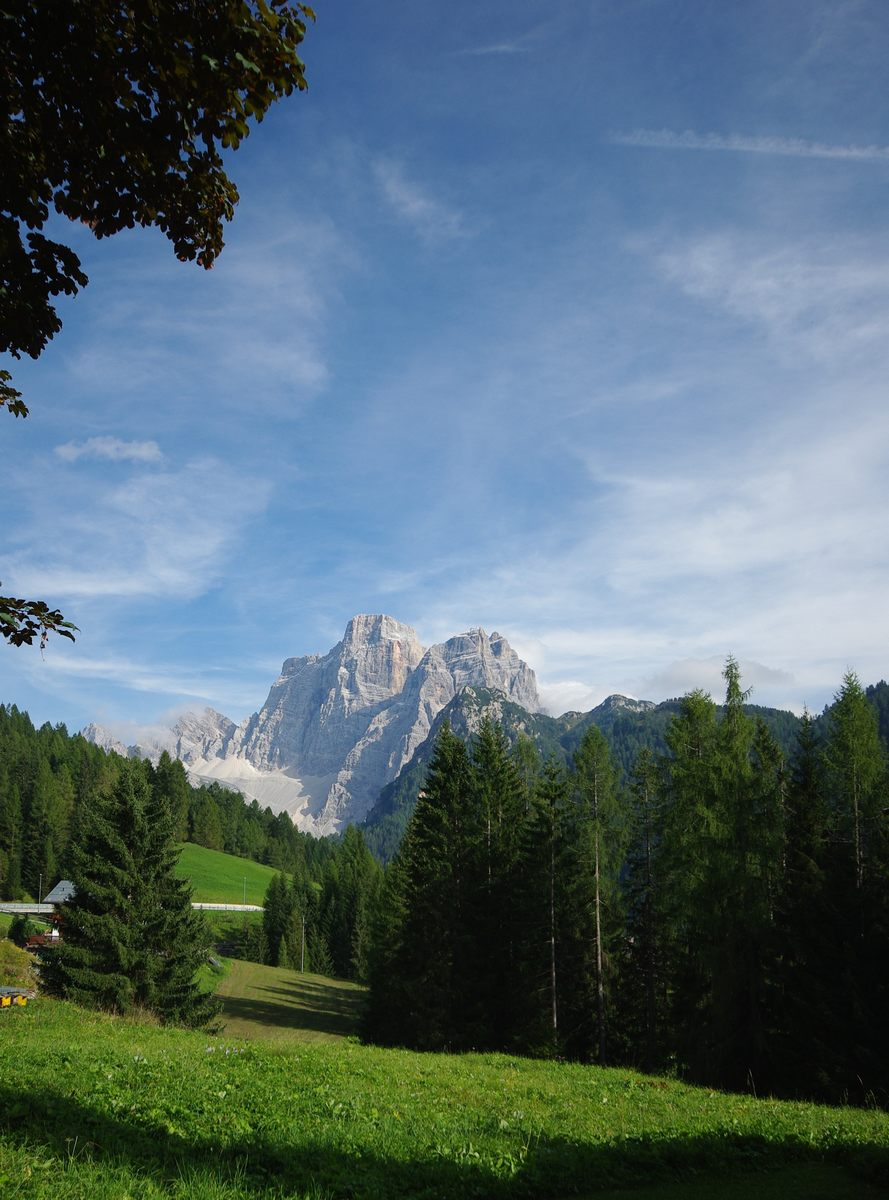
Monte Pelmo von Santa Fosca im Val Fiorentina aus gesehen
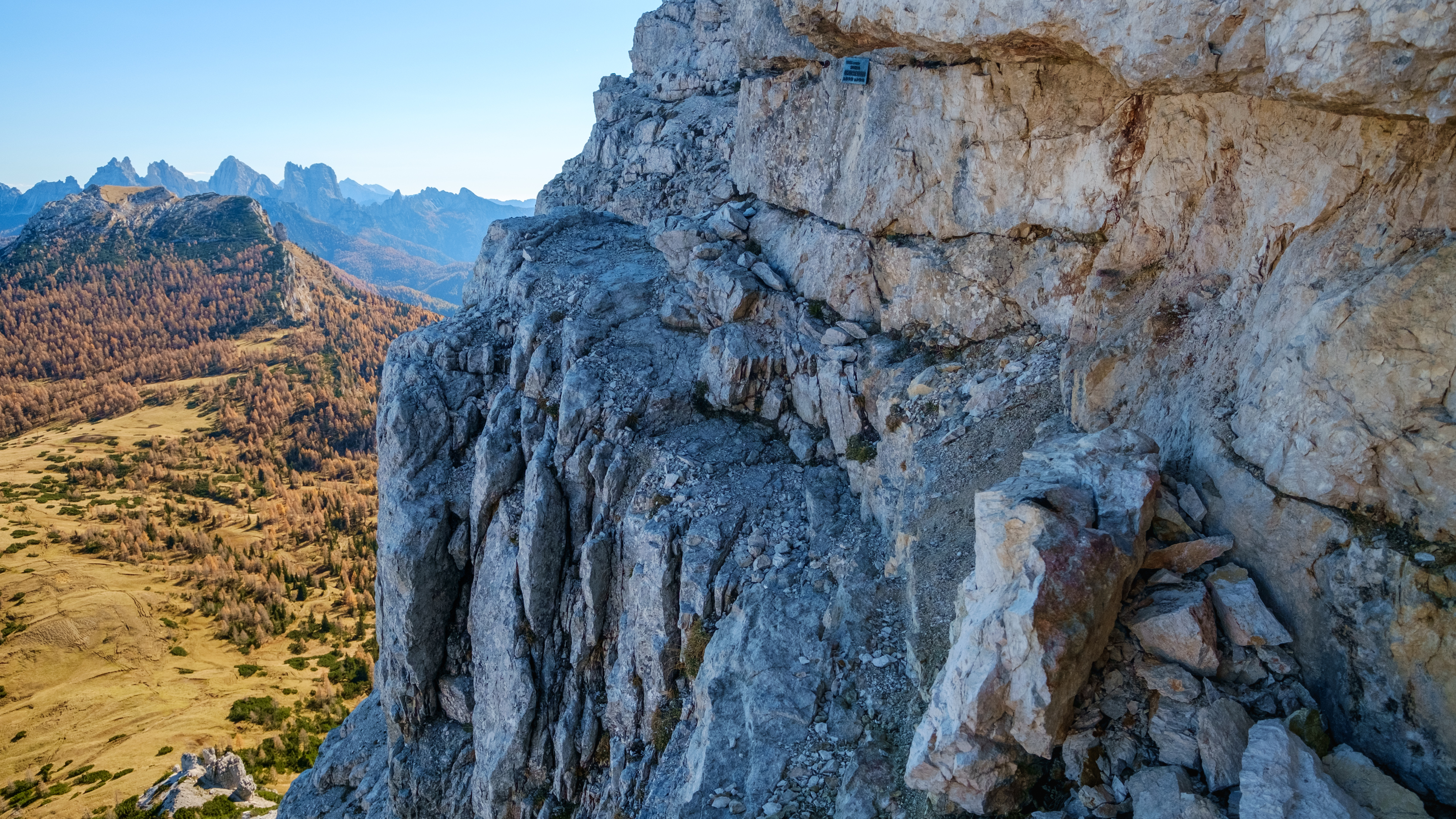
Auf dem Ballband oberhalb des Rifugio Venezia